# Cercophonius
Genre
Synonymes
- Acanthochirus Peters, 1861

Cercophonius est un genre de scorpions de la famille des Bothriuridae.

## Distribution
Les espèces de ce genre se rencontrent en Australie et en Nouvelle-Calédonie,.

## Liste des espèces
Selon The Scorpion Files (17/04/2020) :
- Cercophonius granulosus Kraepelin, 1908
- Cercophonius kershawi Glauert, 1930
- Cercophonius michaelseni Kraepelin, 1908
- Cercophonius queenslandae Acosta, 1990
- Cercophonius squama (Gervais, 1843)
- Cercophonius sulcatus Kraepelin, 1908

## Publication originale
- Peters, 1861 : Ueber eine neue Eintheilung der Skorpione und ueber die von ihm in Mossambique gesammelten Arten von Skorpionen, aus welchem hier ein Auszug mitgetheilt wird. Monatsberichte der Königlichen Preussischen Akademie der Wissenschaften zu Berlin, vol. 1861, no 1, p. 507–516 (texte intégral).